# Championnat des Fidji de football 2011
Navigation
Saison précédente Saison suivante
La saison 2011 du Championnat des Fidji de football est la trente-cinquième édition du championnat de première division aux Fidji. Le championnat regroupe onze équipes du pays au sein d'une poule unique, où ils s'affrontent deux fois au cours de la saison, à domicile et à l'extérieur. À la fin de la compétition, le dernier du classement dispute un barrage de promotion-relégation face au champion de Premier Division, la deuxième division fidjienne.
C'est le club de Ba FC, tenant du titre, qui remporte à nouveau la compétition après avoir terminé en tête du classement final, avec sept points d'avance sur Labasa FC et neuf sur Lautoka FC. C'est le dix-septième titre de champion de l'histoire du club, qui reste le plus titré du pays.
L'équipe des Fidji des moins de 20 ans, engagé dans le championnat depuis la saison dernière, n'a participé qu'à 6 des 20 rencontres cette année, pour les quatorze matchs restants, c'est l'équipe des moins de 23 ans qui l'a remplacé. Comme ces deux équipes ne peuvent pas être reléguées en deuxième division, c'est Nadroga FC, 10e du classement qui doit disputer le barrage de promotion-relégation face à Tailevu Naitasiri FC.

## Les clubs participants
| - Ba FC - Lautoka FC - Navua FC - Rewa FC - Fidji U-20 / Fidji U-23 - Suva FC | - Labasa FC - Nadi FC - Nadroga FC - Tavua FC - Savusavu FC - Promu de Premier Division |

## Compétition

### Classement
Le barème utilisé pour établir le classement est le suivant :
- Victoire : 3 points
- Match nul : 1 point
- Défaite : 0 point

| Rang | Équipe       | Pts | J  | G  | N | P  | Bp | Bc | Diff |
| ---- | ------------ | --- | -- | -- | - | -- | -- | -- | ---- |
| 1    | Ba FCT       | 49  | 20 | 16 | 1 | 3  | 58 | 10 | +48  |
| 2    | Labasa FC    | 42  | 20 | 13 | 3 | 4  | 32 | 18 | +14  |
| 3    | Lautoka FC   | 40  | 20 | 13 | 1 | 6  | 47 | 24 | +23  |
| 4    | Navua FC     | 38  | 20 | 11 | 5 | 4  | 30 | 15 | +15  |
| 5    | Rewa FCC     | 30  | 20 | 8  | 6 | 6  | 25 | 27 | -2   |
| 6    | Suva FC      | 28  | 20 | 9  | 1 | 10 | 23 | 27 | -4   |
| 7    | Savusavu FCP | 24  | 20 | 7  | 3 | 10 | 15 | 25 | -10  |
| 8    | Nadi FC      | 23  | 20 | 6  | 5 | 9  | 18 | 31 | -13  |
| 9    | Tavua FC     | 17  | 20 | 5  | 2 | 13 | 25 | 31 | -6   |
| 10   | Nadroga FC   | 12  | 20 | 3  | 3 | 14 | 15 | 47 | -32  |
| 11   | Fidji U-20   | 9   | 6  | 3  | 0 | 3  | 11 | 7  | +4   |
| 12   | Fidji U-23   | 3   | 14 | 1  | 0 | 13 | 7  | 44 | -37  |

|  | Qualification pour la Ligue des champions 2012-2013                                |
|  | Participation au barrage de promotion-relégation                                   |
|  | T: Tenant du titre C: Vainqueur de la Coupe des Fidji P: Promu de Premier Division |

### Matchs

#### Barrage de promotion-relégation
| Équipe 1        | Résultat | Équipe 2                  | Aller | Retour |
| --------------- | -------- | ------------------------- | ----- | ------ |
| Nadroga FC (D1) | 5 - 2    | (D2) Tailevi Naitasiri FC | 2 - 0 | 3 - 3  |

## Bilan de la saison
| Championnat des Fidji de football 2011                   |                   |
| Champion                                                 | Ba FC (17e titre) |
| Coupes et trophées                                       |                   |
| Vainqueur de la Coupe des Fidji 2011                     | Rewa FC           |
| Qualifications continentales                             |                   |
| Ligue des champions de l'OFC 2012-2013                   | Ba FC             |
| Promotions et relégations                                |                   |
| Promus en Fiji Sun/GP Batteries National Football League | Aucun             |
| Relégués en Premier Division                             | Aucun             |